# لاروش سور يون
لاروش سوريون (بالفرنسية:  تُنطق [اسمع في هذا المتصفح]La Roche-sur-Yon)‏ هي مدينة فرنسية تقع في غرب البلاد وهي مركز إقليم فونديه وأكبر مدينة فيه وسادس أكبر مدينة في منطقة بايي دو لا لوار. يبلغ عدد سكان لاروش سوريون 52,808 نسمة (إحصاءات 2012).

## جغرافيا
بنيت المدينة على صخرة جرانيتية (بالفرنسية:Roche) تطل على وادي نهر صغير اسمه يون (بالفرنسية:Yon) وتعطي المدينة موقعا استراتيجيا.

## تاريخ

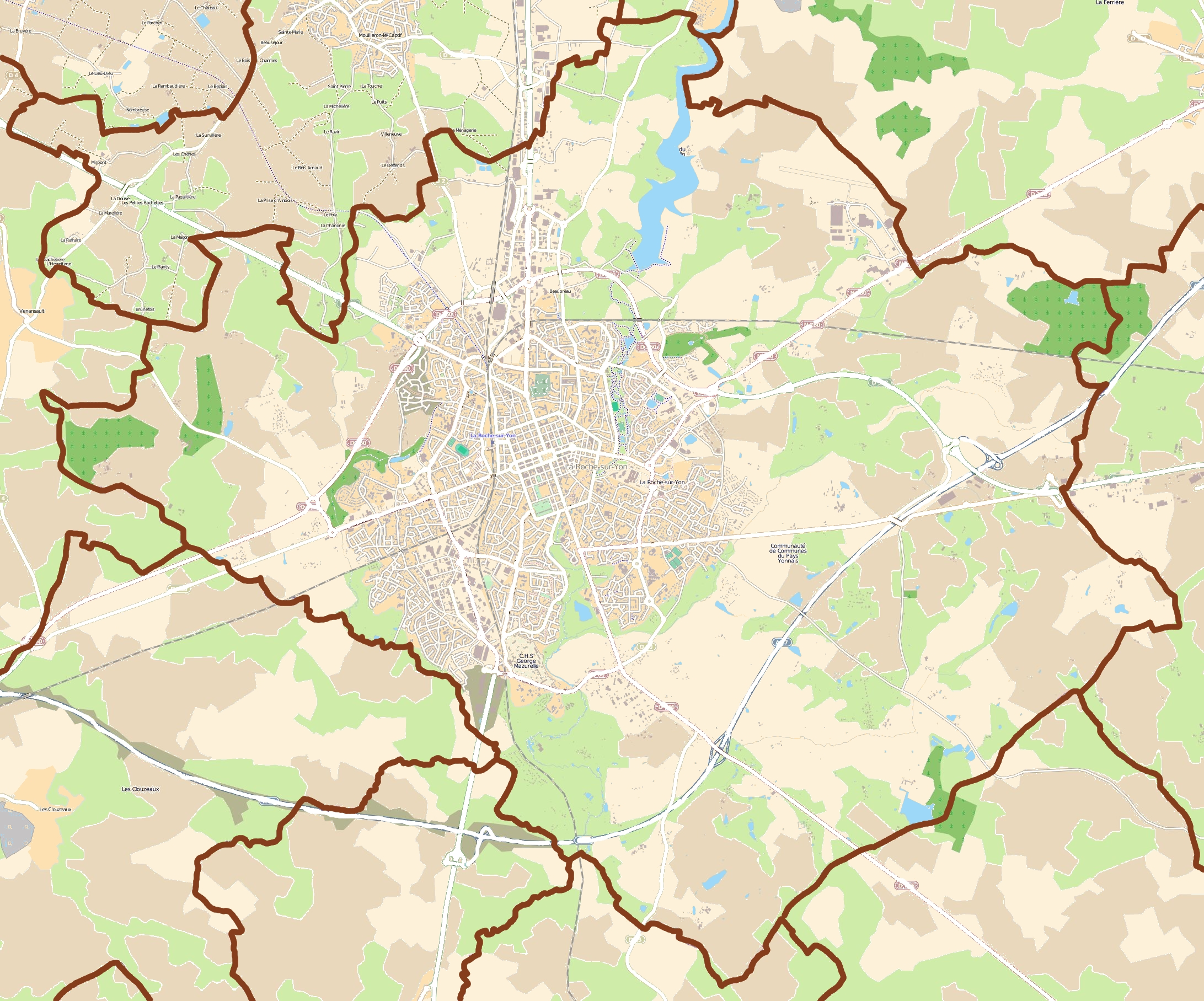
خريطة «لاروش سوريون»

في العصور الوسطى كانت لاروش سور يون واحدة من المعاقل الرئيسية لمقاطعة بواتو في جزءها الغربي وأصبحت قلعتها محل نزاع بين إنجلترا وفرنسا خلال حرب المائة عام. دُمِّرَت جزئيا أثناء الحروب الدينية التي هزت بواتو في القرن الخامس عشر، وأُحرقت في النهاية في حروب فونديه في نهاية القرن الثامن عشر.
ولتهدئة إقليم فونديه بعد الحرب الأهلية ضد الثورة الفرنسية، اختار نابليون بونابرت تلك المدينة الصغيرة كمركز إداري لأنها كانت تقع في المركز الجغرافي للإقليم. فأمر نابليون ببناء مدينة حديثة خُماسية الزوايا والأضلاع تنقسم إلى أربعة أحياء حول ساحة مركزية مستطيلة.
وتغير اسم المدينة إلى «نابليون» تحت الإمبراطورية الأولى وإلى «بوربون فونديه» خلال استعادة بوربون و«نابليون فونديه» أثناء الإمبراطورية الثانية وبعد انهيارها استعادت المدينة اسمها الأصلي «لا روش سوريون» في عام 1870.

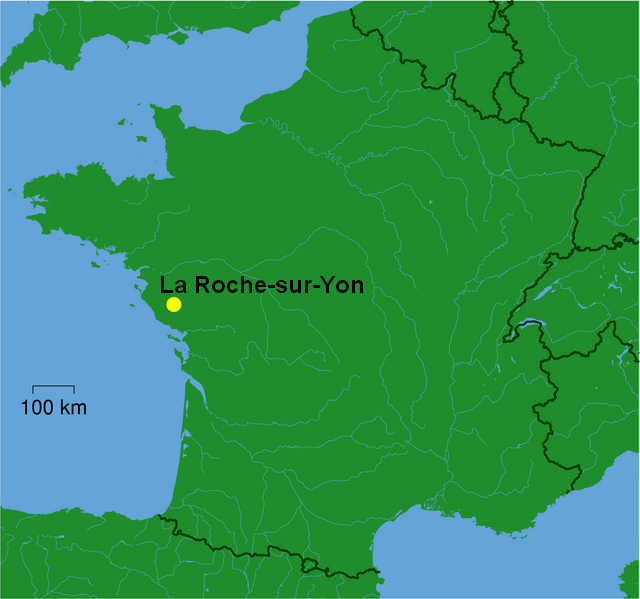
موقع «لاروش سوريون» في فرنسا

## توأمة المدن
وقعت مدينة لاروش سور يون معاهدات توأمة مع:
- غومرسباخ
- كوليرين
- درومونفيل
- قصرش (1982)
- تيزي وزو (1989)
- محج قلعة
- بورغ باي ماغدبورغ
- أفانتو

## شخصيات
عدلان قديورة: لاعب كرة قدم